# Per Heliasz
Per Heliasz (Sarpsborg, 29 luglio 1952) è un ex calciatore norvegese, di origine polacco, di ruolo difensore.

## Carriera

### Giocatore

#### Club
Heliasz fu in forza al Moss dal 1980 al 1985, totalizzando 122 presenze e 6 reti nella massima divisione norvegese. Fu nella squadra che si aggiudicò la vittoria finale nella Coppa di Norvegia 1983.

### Allenatore
Nel 1986, fu allenatore del Sørumsand.

## Palmarès

### Club

#### Competizioni nazionali
- Coppa di Norvegia: 1

Moss: 1983